# Джайн, Джайнендра
Джайнендра Джайн (англ. Jainendra K. Jain) — американский физик-теоретик индийского происхождения.
Среднюю школу окончил в Самбхаре, маленьком селе, расположенном на восточном краю пустыни Тхар в Раджастане (Индия).
В 1979 году получил степень бакалавра в колледже Джайпура, Индия, в 1981 — степень магистра в Индийском институте технологий (Канпур, Индия).
Доктора философии получил в Университете Стони Брук (Нью-Йорк, США) в 1985 под руководством профессора Филиппа Б. Аллена. Постдокторскую работу проводил в университетах Мэриленда и Йеля. Снова вернулся в университет Стони Брук как ассистент-профессор в 1989 году (полномочия продолжались до 1993 года). С 1997 года полный профессор. В 1998 году перешёл в Пенсильванский университет как профессор физики Эрвина Мюллера.
Основная специальность — теория конденсированного состояния с акцентом на многочастичном взаимодействии с образованием специфических структур, обусловленных электронными кооперативными явлениями. С конца 80-х ближайшей темой для исследований стал дробный квантовый эффект Холла, который является одним из самых ярких явлений природы, открытых экспериментально в течение последних трех декад. В своих первых публикациях предложил концепцию композитных фермион, которая объединила два явления — целочисленный и дробный квантовый эффект Холла. Поскольку такие элементарные частицы, как протоны и нейтроны, или атомы гелия образуют связанные состояния, поэтому неудивительно, что квазичастицы двумерного электронного газа могут также образовывать нечто подобное. Композитный фермион — это связанное состояние электрона и четного числа квантованных вихрей в многочастичной квантовой волновой функции. Композитные фермионы наблюдаются в многочисленных экспериментах и создают различные явления и состояния помимо «квантового эффекта Холла». Основной теоретический задел за последние 20 лет представлен в монографии «Composite Fermions» (Cambridge University Press, 2007).

## Награды
- 2008 — феллоу Американской академии искусств и наук
- 2008 — Distinguished Scholar Prize, American Chapter of Indian Physics Association: «За теоретическое открытие композитных фермион»
- 2004 — Distinguished Postdoctoral Alumnus Award, Мэрилендский университет в Колледж-Парке
- 2003 — Excellence in Teaching Award (SPS)
- 2002 — Премия Оливера Бакли от Американского физического общества: «За теоретическую и экспериментальную работу по разработке модели композитных фермион для полузаполненных уровней Ландау и в других квантованных холловских системах.»
- 1997 — феллоу Американского физического общества: «За создание теории композитных фермион для дробного.»
- 1996 — John Simon Guggenheim Memorial Foundation Fellowship
- 1991 — членство в Фонде Альфреда Слоуна Fellowship
- 1998 — Erwin W. Mueller Professorship: Университет штата Пенсильвания

## Ключевые статьи
- G. Timp, P. deVegvar, R. Behringer, J. E. Cunningham, R. Howard, H. U. Baranger and J. K. Jain. Suppression of the Aharonov Bohm Effect in the Quantized Hall Regime // Phys. Rev. B. — 1989. — Т. 39. — С. 6227—6230.
- J. K. Jain. Composite fermion approach for the fractional quantum Hall effect // Phys. Rev. Lett.. — 1989. — Т. 63. — С. 199—202.